# ميثاق جاكرتا
ميثاق جاكرتا كانت وثيقة صاغها أعضاء لجنة التحقيق للعمل التحضيري من أجل الاستقلال في 22 يونيو 1945 والتي شكلت فيما بعد أساس ديباجة دستور إندونيسيا. لقد اشتملت على التزام المسلمين بالتزام الشريعة الإسلامية.

## خلفية
في مارس 1945 أنشأت السلطة العسكرية اليابانية في جاوة خلال الاحتلال الياباني لإندونيسيا لجنة التحقيق للعمل التحضيري من أجل الاستقلال لاتخاذ قرار بشأن القضايا الرئيسية المتعلقة بالدولة المستقلة في المستقبل بما في ذلك دستورها. كان هناك انقسام واضح في اللجنة بين أولئك الذين أرادوا دولة علمانية وأولئك الذين أرادوا دورًا أكبر للإسلام. في 1 يونيو في اليوم الأخير من الجلسة الأولى، ألقى الرئيس الإندونيسي القومي والمستقبلي سوكارنو خطابًا حدد فيه البانشاسيلا المبادئ الخمسة التي ستشكل الأساس الإيديولوجي للدولة الجديدة. تم تشكيل لجنة فرعية مؤلفة من ثمانية أعضاء مع سوكارنو كرئيس لمناقشة القضايا التي ظهرت.

## نص المستند
| ميثاق جاكرتا | في حين أن الاستقلال هو حق حقيقي لجميع الدول، وبالتالي ينبغي القضاء على أي شكل من أشكال الاحتلال الأجنبي من الأرض لأنه لا يتوافق مع الإنسانية والعدالة. في حين أن نضال حركة الاستقلال الإندونيسية قد وصل إلى النقطة النبيلة المتمثلة في قيادة الشعب الإندونيسي بأمان وقبل البوابة الضخمة لدولة إندونيسية مستقلة تكون حرة وموحدة وذات سيادة وعادلة ومزدهرة. بنعمة الله سبحانه وتعالى ويحثها الطموح النبيل في الوجود كأمة حرة. والآن يعلن شعب إندونيسيا طيه استقلاله، من أجل ذلك من أجل تشكيل حكومة دولة إندونيسيا التي تحمي شعب إندونيسيا بأكمله ووطن إندونيسيا بأكمله، ومن أجل النهوض بالازدهار العام، وتطوير الحياة الفكرية للأمة، والمساهمة في تنفيذ نظام عالمي قائم على الحرية والسلام الدائم والعدالة الاجتماعية، يجب وضع الاستقلال الوطني لإندونيسيا في دستور لدولة إندونيسيا، والذي سيتم تأسيسه كدولة لجمهورية إندونيسيا مع سيادة الشعب و بناءً على الإيمان بالله الواحد والوحيد، مع الالتزام بالالتزام بالشريعة الإسلامية لأتباع الإسلام، والإنسانية العادلة والحضارية، ووحدة إندونيسيا، والحكم الديمقراطي الذي يسترشد بقوة الحكمة الناتجة عن التداول والتمثيل، وذلك لتحقيق العدالة الاجتماعية لجميع شعب اندونيسيا. | ميثاق جاكرتا |